# Roca Barracouta
La Roca Barracouta (en inglés: Barracouta Rock) (54°1′S 38°3′O / -54.017, -38.050) es una roca sumergida de 0,7 kilómetros ubicada al sur de la entrada a la ensenada Jordania, isla Pájaro, el extremo oeste de Georgia del Sur. Se trazó por primera vez por el personal en el HMS Owen en 1961, y nombrado por el Comité Antártico de Lugares Geográficos del Reino Unido por uno de los barcos de motor de la encuesta del Owen.